# 心理不应期
心理不应期是指當连续出现两个刺激，且人們對每个刺激會有不同的反應，在这种情况下如果第二个刺激出现的时间越接近第一个刺激，那么人們对第二个刺激的反应速度會越慢，因為此時人們仍然被第一個刺激所影響。如果两个刺激之间的间隔时间变长，則人們对第二个刺激的反应速度會加快，如果間隔時間足夠長，人們甚至能擺脫第一個刺激的影響而只受到第二个刺激影響。